# Francis Allotey
Francis Kofi Ampenyin Allotey (9. August 1932 in Saltpond – 2. November 2017 in Accra) war ein ghanaischer mathematischer Physiker, der insbesondere durch seine Arbeiten zur Soft-Röntgen-Spektroskopie internationale Bekanntheit erlangte, in deren Rahmen er den sogenannte Allotey-Formalismus entwickelte. Er war der erste ghanaische Professor für Mathematik und ein bedeutender Wissenschaftsorganisator, der sich für die Förderung der mathematisch-naturwissenschaftlichen Bildung in Afrika einsetzte.

## Leben
Francis Allotey wurde 1932 in Saltpond als zweites von sieben Kindern von Alice Esi Nyena, einer Schneiderin, und Joseph Kofi Allotey, einem Händler für Bücher, Musikinstrumente und Fischereizubehör, geboren. Seine frühe Schulbildung begann er im Alter von neun Jahren an der St. John the Baptist Catholic School in Saltpond. Bereits als Kind entwickelte er beim Sortieren der Bücher im Laden seines Vaters eine Leidenschaft für Mathematik und Naturwissenschaften. Besonders prägten ihn dabei Biografien von Wissenschaftlern wie Einstein, Newton, Maxwell und E.T. Bells Men of Mathematics, die ihn zu einer eigenen Laufbahn in der Wissenschaft inspirierten.
Im Jahr 1948 wurde er als erster und einziger Schüler der Anfangsklasse am neugegründeten Ghana National College aufgenommen, das vom späteren Präsidenten Kwame Nkrumah gegründet worden war. Noch während seiner Schulzeit gründete er in seiner Heimatstadt Saltpond das Fante State College, wo er als Rektor unterrichtete.
1953 reiste er ins Vereinigte Königreich, wo er zunächst am Borough Polytechnic (heute London South Bank University) studierte und später ans Imperial College London wechselte. Dort wurde er unter anderem von den Nobelpreisträgern Abdus Salam und Patrick Blackett unterrichtet. 1960 schloss er sein Studium am Imperial College ab.
Nach zweijähriger Lehrtätigkeit an der Kwame Nkrumah University of Science and Technology (KNUST) in Kumasi ging Allotey 1962 zur Promotion nach Princeton in die Vereinigten Staaten. Dort promovierte er 1966 in Mathematischer Physik über Elektron-Loch-Streuung bei der Röntgenemission von Lithium und Natrium.
Allotey war zweimal verheiratet: zuerst mit Enid Edoris Chandler aus Barbados, mit der er zwei Söhne hatte, und später mit Ruby Asie Mirekuwa Akuamoah, mit der er zwei Stiefkinder großzog. Neben seiner wissenschaftlichen Tätigkeit unterstützte er Kinder in seiner Umgebung und war gläubiger Katholik.
Er starb am 2. November 2017 wenige Tage vor einer geplanten Ehrung durch die UNESCO.

## Wirken
Nach seiner Rückkehr nach Ghana 1966 nahm Allotey seine Lehrtätigkeit an der KNUST wieder auf. Er erkannte früh die Bedeutung der Informatik und gründete gegen den Widerstand seiner Kollegen Afrikas erste Computerabteilung an einer Universität.
Im Jahr 1973 wurde er zum ersten ghanaischen Professor für Mathematik ernannt. Zwischen 1971 und 1980 war er mehrfach Dekan der Naturwissenschaftlichen Fakultät und Pro-Vizekanzler der KNUST.
International wurde Allotey durch den nach ihm benannten Allotey-Formalismus bekannt, der neue Erkenntnisse in der Soft-Röntgen-Spektroskopie ermöglichte. Für diese Arbeit erhielt er 1973 die Prince Philip Gold Medal der Ghana Academy of Sciences. Insgesamt veröffentlichte er über 65 Arbeiten in internationalen Fachzeitschriften.
Er war Gründungsmitglied der African Academy of Sciences (1985) und des African Institute for Mathematical Sciences (AIMS), das er 2012 nach Ghana brachte. Sein Engagement für den Aufbau mathematisch-naturwissenschaftlicher Forschungseinrichtungen führte zur Entstehung von sechs AIMS-Instituten in Afrika.
Allotey war als Berater für bedeutende internationale Organisationen tätig, darunter die UN, UNESCO, IAEA und UNIDO. Er war zudem Mitglied oder Ehrenmitglied in wissenschaftlichen Gesellschaften wie der Royal Astronomical Society, dem Institute of Physics und dem Ghana Institute of Information Technology.
Zu seinen zahlreichen Auszeichnungen gehören der Order of the Volta (2009), der Millennium Excellence Award (2005), drei Ehrendoktorwürden (1998, 2003, 2006) und posthum der Osagyefo Kwame Nkrumah African Genius Award (2017).
Er war zudem Gründungspräsident der African Physical Society und Präsident der Ghana Academy of Arts and Sciences.
Sein Lebenswerk ist von einem Glauben an die transformative Kraft der Wissenschaft für Afrika geprägt, insbesondere durch Ausbildung in Mathematik und Naturwissenschaften. Wie es in einem Nachruf heißt, war Allotey ein berühmter Mann, der trotz bescheidener Herkunft ein außergewöhnliches Leben führte.